# Phylidorea costalis
Phylidorea costalis är en tvåvingeart som först beskrevs av Santos Abreu 1923.  Phylidorea costalis ingår i släktet Phylidorea och familjen småharkrankar. Inga underarter finns listade i Catalogue of Life.